# Nacionalidades históricas da Espanha

Comunidades autónomas na Espanha:
Com nacionalidade histórica e com autonomia durante a Segunda República Espanhola.
Com nacionalidade histórica e sem autonomia durante a Segunda República Espanhola.
Sem menção da nacionalidade histórica.

Nacionalidade histórica, realidade nacional, caráter nacional ou, simplesmente, nacionalidade, é um termo usado no Estado Espanhol para caraterizar às comunidades autónomas que declaram ter uma identidade colectiva particular.
A maioria dos poentes da Constituição interpretou, durante o debate desta no Congresso dos Deputados, que o conceito constitucional «nacionalidade» é sinônimo de «nação»:
| “ | O conceito de nação não se pode cunhar à vontade; não chega uma particularidade linguística, étnica ou administrativa; somente a soma de um grande território compacto, de tradição cultural comum e com projeção universal; uma viabilidade econômica; uma organização política global, provada por séculos de História, somente isso constitui uma nação. E não é o momento de voltar para o fato indiscutível de que nação e nacionalidade é o mesmo. | ” |

| “ | Mas, concentrando-nos já no tema «nacionalidades», tenho que dizer que nós não participamos do catastrofismo com que foca na emenda que combatemos e na inteligente intervenção que o senhor Silva tem feito para defender sua posição. Primeiro, nós dissemos em Comissão, e afirmamo-lo de novo aqui, que o termo «nacionalidade» é um termo sinônimo de nação, e por isso temos falado da Espanha como nação de nações. | ” |

| “ | Nação de nações é um conceito novo, é um conceito -disse- que não figura em outros Estados ou que não figura em outras realidades, talvez sim; mas é que, senhores, ontem já se dizia que teremos que inovar. E não é necessário; nos processos de pura assimilação histórica não se trata de saber se os outros resolveram duma maneira ou doutra os seus próprios problemas. O que visamos é encontrar soluções próprias para os problemas próprios. O ignorar que o problema das nacionalidades manteve em questão a estabilidade democrática das instituições espanholas, desde faz centenas de anos, é um grave erro. | ” |

| “ | Define-se, em consequência, que Espanha é uma nação de nações, e este é um termo que não é estranho na nossa reflexão política e teórica como demonstraram alguns historiadores. Refiro-me ao Senador Catalão Josep Benet, que escreveu um sugestivo artigo sobre o tema, nem é um termo que política e sociologicamente seja (...) tão estranho. | ” |

A Constituição Espanhola de 1978 reconhece a existência de regiões e nacionalidades, e concede-lhes a autonomia sem estabelecer diferenças administrativas entre elas.
| “ | A Constituição fundamenta-se na indissolúvel unidade da Nação espanhola, pátria comum e indivisível de todos os espanhóis, e reconhece e garante o direito à autonomia das nacionalidades e regiões que a integram e a solidariedade entre todas elas. | ” |

Porem, existem diferenças enquanto a procedimento. Vieram-se considerando nacionalidades históricas aquelas Comunidades Autônomas que obtiveram a autonomia com base no artigo 151 da Constituição Espanhola de 1978, dada a coincidência que se deu, durante o processo de constituição das diversas Comunidades Autônomas, entre aquelas que gozavam de órgãos pré-autonômicos reconhecidos legalmente e fortes partidos nacionalistas e as que finalmente empregaram a via de constituição estabelecida neste artigo. Desta maneira, a Catalunha, o País Basco, a Galiza e a Andaluzia empregaram o procedimento rápido regulado em dito preceito constitucional e constituíram-se em Comunidades Autônomas com um alto nível de competências. O restante de Comunidades Autônomas constituíram-se pelo procedimento assinalado pelo artigo 143 da Constituição, que lhes impõe a limitação temporária de 5 anos para poder reformar seus Estatutos e ampliar as competências assumidas.
A diferenciação entre estas comunidades, à exceção de Andaluzia, e o resto, estabelecida pela disposição transitória segunda da Constituição, é baseada no fato da celebração de plebiscitos de autonomia durante a Segunda República Espanhola:
| “ | Os territórios que no passado tivessem aprovado em plebiscito projetos de Estatuto de autonomia e contarem, ao tempo de se promulgar esta Constituição, com regimes provisórios de autonomia poderão proceder imediatamente na forma que se prevê no apartado 2 do artigo 148, quando assim o acordarem, por maioria absoluta, seus órgãos pré-autonômicos colegiados superiores, comunicando-o ao Governo. O projeto de Estatuto será elaborado de acordo com o estabelecido no artigo 151, número 2, a convocatória do órgão colegiado pré-autonômico. | ” |

No caso das atuais Comunidade Valenciana (em 1937) e Aragão (em 1936) foram estabelecidos governos regionais autônomos num contexto "revolucionário", durante a Guerra Civil, mas não existe consenso como para ser considerado precedente legal.
Estas nacionalidades não tiveram mais limite que o do artigo 149 da Constituição para a atribuição de competências políticas e administrativas desde um primeiro momento, enquanto o restante de comunidades teve que esperar um período de cinco anos a partir da aprovação do seu Estatuto de Autonomia. Este prazo constitucional foi evadido, nos casos de Canárias e Valência com leis orgânicas fundamentadas no artigo 150 CE, consideradas pela maioria da doutrina como de mais que duvidosa constitucionalidade. Este fato ocasionou que se denominem Estatutos ou Autonomias de "via rápida" ou de "via lenta", referindo-se respectivamente aos supraditos artigos 151 e 143. No caso da Comunidade Valenciana, embora acedesse à autonomia pelo artigo 143, é dizer, por via lenta, equiparou-se em competências em menos de um ano às comunidades históricas com a aprovação de uma Lei específica para tal fim, é dizer, por via rápida.
Com a nova etapa de reformas estatutárias iniciada com o Plano Ibarretxe em 2003, o conceito de nacionalidade é baseado nas motivações histórico-culturais em vez de motivações legalistas, pois comunidades como Aragão, ilhas Baleares ou as Canárias já incluem nos seus projetos de reforma dos seus respectivos Estatutos o reconhecimento como nacionalidade, apesar de não terem disposto de autonomia durante a Segunda República Espanhola. Em 2006 foi reformado o Estatuto de Autonomia Valenciano, com novas competências, e nele declarada a Comunidade Valenciana como nacionalidade histórica no primeiro artigo.
Outras comunidades autônomas não acederam ao nível de competências das nacionalidades históricas anteriormente mencionadas, embora existam diversos partidos políticos e coletivos que reivindicam este qualificativo para estas comunidades junto à igualação no nível de competências. Tal é o caso de Astúrias ou Castela (como unidade das atuais comunidades autônomas de Castela-A Mancha, Castela e Leão, Cantábria, La Rioja e a Comunidade de Madrid).
Outro caso reconhecido na Constituição é o reconhecimento de regiões diferenciadas historicamente, ao mesmo nível que as nacionalidades citadas. Tal é o caso de Navarra que possui um maior grau de autonomia que o restante de Comunidades autônomas, em virtude dos direitos históricos reconhecidos aos territórios forais na disposição adicional primeira da Constituição.
As comunidades autônomas que incluem no seu estatuto de autonomia um reconhecimento da nacionalidade ou nacionalidade histórica são:
Andaluzia (1981 e 2006), Aragão (1996), Baleares (1983), Canárias (1996), Catalunha (1979 e 2006), Galiza (1981), o País Basco (1979) e o País Valenciano (1982 e 2006).